# ホテルグリーンプラザ上越
ホテルグリーンプラザ上越（ホテルグリーンプラザじょうえつ、英文HOTEL GREEN PLAZA JOETSU ）は、新潟県南魚沼市樺野沢にある上越国際スキー場・上越国際プレイランド（通称：上国）内の大型リゾートホテルである。

## 施設
- チェックイン 15:00 ・チェックアウト 10:00
- リゾートウェディング
  - ガーデンチャペル・館内チャペル・神殿
- 無料駐車場（600台）

### 客室
- 客室数 634室、収容人数 3,281人

#### 客室のタイプ
- 洋室…ツインタイプの洋室。開放感のある天井が高い部屋も有り。デラックスルームの設定無し(最大で3名まで宿泊可能)

- 和洋室…和室と洋室が一体化している部屋。ベッドの他に、お布団もご利用可能。デラックスルームの設定有り

- メゾネット…3世代での宿泊や、2家族でのご利用がしやすいツーフロア設計のメゾネットタイプのお部屋。デラックスルームの設定有り（最大で8名まで宿泊可能）

#### アメニティ
- バスタオル
- シャンプー
- リンス
- ボディーソープ
- 綿棒
- 歯ブラシ
- 浴衣
- 子供用浴衣
- フェイスタオル
- 剃刃
- 幼児甚平
- ハンガー

#### フロント貸出アイテム
- ドライヤー
- 栓抜き
- ワインクーラー
- アイスノン
- 爪切り
- ソーイングセット
- 麻雀
- 囲碁
- 将棋
- UNO
- 体温計
- ベビーカー

### レストラン
- メインダイニングレストラン「ラ・セゾン」（コネクション館2F）
- 和食処「越後」（本館1F）
- 中餐厨房「桃李」（コネクション館1F）
- イタリアンレストラン「クッチーナ」（本館2F）
- レストラン「モンテローザ」（コネクション館B1F）
- レストラン「雪路」（本館1F）
- レストラン「エーデルワイス」（新館2F）

### ラウンジ
- ラウンジ「らいらっく」（コネクション館1F）
- カクテルラウンジ「セッペル」（本館2F）

### 夜食処
- 夜食処「みち草」（本館1F）

### 温泉
- 露天風呂・サウナ・ジャグジーバス
- リラクゼーションスパ・岩盤浴

## マスコットキャラクター
- 2007年（平成19年）、スキー場40周年を迎えるにあたり、マスコットキャラクター導入。[1]

- ジャック ポルコ
  - 愛称 ポーくん
  - 年齢 10歳
  - 将来の夢 パイロット
  - 憧れの人 ポルコ ロッソ
  - ポルコファミリーの中心的な存在
  - ポーッとした表情をしているが少し不謹慎で、いたずらが大好き。
  - 豚＝ポークでポーくんではなく、イタリア語で豚＝ポルコ。

- パンテスコ
  - 愛称 パーコ
  - 年齢 8歳
  - ジャックの妹

- ブー太郎
  - 年齢 2歳
  - ジャックの弟

- トン一郎
  - 年齢 41歳
  - 営業サラリーマン出身
  - 父に反発し職人の道へ
  - 声が大きく人望がある。
  - クルマは派手なカスタムワンボックス
  - ジャックの父

- ブー子
  - 年齢 39歳
  - 趣味 通販
  - 最近ちょっと太り気味
  - ジャックの母

- トン吉
  - 年齢 68歳
  - 団塊世代のちょっと先輩
  - 某一流商社を退社
  - ジャックの父方のじじ

- トンコ
  - 年齢 62歳
  - 某地方良家の次女
  - ヘアカラー好き
  - ジャックの父方のばば

## 沿革
- 1968年（昭和43年）- 12月20日、上越国際スキー場が開業。（帝国観光）
- 1981年（昭和56年）- 12月、安達事業グループが上越国際スキー場の経営権を取得。
  - 12月、ホテルグリーンプラザ上越本館をオープン。
- 1982年（昭和57年） - ホテルグリーンプラザ上越アネックスをオープン。
- 1983年（昭和58年）- ホテルグリーンプラザ上越新館をオープン。
- 1984年（昭和59年）- 上越国際当間スキー場をオープン。
  - 上越国際プレイランドオープン。
- 1985年（昭和60年）- ホテルグリーンプラザ上越コネクションIをオープン。
  - ボルボスキーショーを開催（1986 - 1994シーズンまで開催）
- 1987年（昭和62年）- ワールドカップスピードスキーを開催。
- 1989年（平成元年）- ホテルグリーンプラザ上越コネクションIIをオープン。
- 1997年（平成09年）- 温泉を掘削（1,250ｍ）48℃。 
  - 12月27日、上越国際スキー場前駅が開駅（臨時駅）
- 2003年（平成15年）- 4月1日、常設駅に昇格。
  - アネックス新築。
- 2004年（平成16年）- スノーボード・ワールドカップを開催。
- 2006年（平成18年）- 「Joetsu Investments Limited」が100％を取得、株主となる（モルガン・スタンレー）
- 2007年（平成19年）- スキー場開業40周年を迎えるにあたり、マスコットキャラクターを導入。
- 2009年（平成21年）- 9月2日～6日、アジア地域における初開催となる、国際フリーラジカル学会（SFRRI）主催のFree Radical School in Japan 2009が開催[2]。
- 2013年（平成25年）- 株式会社LSSが100％を取得。
- 2020年（令和02年）- 1月23日、修学旅行で滞在していた福岡県立筑紫中央高等学校の生徒約130人が食中毒の症状を訴えた。（うち比較的症状が重い12人が入院）同年1月30日にホテル側から公表があり、ノロウィルス菌及び食中毒菌は検出されなかったと公表している。[3]
- 2020年（令和2年）- 5月11日、JTBのホームページ及び、るるぶトラベルにおいて2019年度の3部門にて受賞。[4]

## アクセス
- 車で
  - 練馬ICより関越自動車道で塩沢石打ICから、国道17号で約150分。
  - 新潟西ICより北陸自動車道経由で塩沢石打ICから、国道17号で約120分。
  - 金沢東ICより北陸自動車道経由で塩沢石打ICから、国道17号で約240分。富山インターチェンジより約210分。
- 電車で
  - 東京駅より上越新幹線で越後湯沢駅まで約71分。
  - 上越新幹線越後湯沢駅東口から直通バスで約30分（宿泊者専用）[5]
  - 金沢駅より北越急行ほくほく線で越後湯沢駅まで約153分。富山駅より約117分。
  - 越後湯沢駅より上越線で上越国際スキー場前駅まで約13分。予約バスでホテルまで約10分。
- 飛行機で
  - 新潟空港より新潟駅までリムジンバスで約25分。
  - 新潟駅より上越新幹線で越後湯沢駅まで約51分。